# エンドタブ
エンドタブ（weld tab:）とは、溶接始終端部に生じやすい溶接欠陥を逃がすために溶接線の始終端部に取り付ける補助板である。
始端タブ（run-on plate)、終端タブ(run-off plate)の総称である。

## エンドタブの材質
エンドタブの材質は、母材と同材質ないし同等溶接性能の鋼材のものと、金属酸化物などを焼成した固形の耐火物とがある。
前者を鋼製タブ、後者を固形タブという。

## エンドタブの分類
エンドタブは、鋼製タブと固形タブに区別される。
固形タブは、セラミックタブとフラックスタブとにそれぞれ区別される。
AW検定協議会では、試験区分のなかで鋼製エンドタブと代替エンドタブと称している。
代替エンドタブ試験で使用される固形タブは、セラッミックタブである。